# 多賀神社 (直方市)
多賀神社（たがじんじゃ）は、福岡県直方市大字直方にある神社である。旧社格は県社。古くは、日若宮（ひわかのみや、日少宮とも書く）、多賀宮、妙見大明神、妙見大明神多賀大神、多賀大明神、多賀大神とも称された。

## 祭神
- 伊邪那岐大神（日若大明神とも称す。日少大明神とも書く）
- 伊邪那美大神

## 歴史
この神社の創建年代等については不詳であるが、平安時代にはあったという。
古くは、日若宮（ひわかのみや、日少宮とも書く）、多賀宮、妙見大明神、妙見大明神多賀大神、多賀大明神と称された。しかし、焼失などにより呼び名は不明な点が多い。
天平8年（736年）、神仏習合の影響を受け、妙見信仰と結びつき、妙見大明神、妙見大明神多賀大神となる。多賀神社の山も妙見山と呼ばれる。
元禄4年（1691年）に多賀大神と社名を改めた。
更にその後、現行の名称である多賀神社と呼ばれるようになる。

## 直方山笠
一時中断していた御神幸祭を江戸時代に直方藩主により再興した際に山笠を奉納したのが始まり。以前は、新町南区、新町西区、新町西区、新町北区、古町南区、古町中区、古町北区、外町区の7区が山笠を奉納していたが、現在は古町中区、古町北区、多賀区（旧：古町南区）、新町区の4区が山笠を奉納する。しかし、新町区は多賀神社ではなく、須賀神社に奉納する。

## 日若踊
多賀神社に昔から伝わる日若舞に、江戸時代に流行した思案橋踊を融合させたもの。日若踊手本という手振が伝承された。中心に傘を置き、唄い手、弾き手が並び、踊り手は輪になって踊る。現在は、古町中区、古町北区、新町区の3区が行っている。古町南区（後の多賀区）も行っていたが現在は行われず。
日若踊の日若とは、多賀神社を古くは日若宮（ひわかのみや、日少宮とも書く）と称したことからである。

## 文化財
- 福岡県指定文化財
  - 多賀神社の神幸行事
  - 多賀神社の黄玉樹

## 交通アクセス
- JR九州筑豊本線直方駅より徒歩16分（1.3km）
- 平成筑豊鉄道伊田線南直方御殿口駅より徒歩16分（1.3㎞）
- 九州自動車道鞍手インターチェンジより7㎞、もしくは八幡インターチェンジから6.4km。